# Parthenodes upupalis
Parthenodes upupalis là một loài bướm đêm trong họ Crambidae.